# Chilocorus bipustulatus
Hednyckelpiga (Chilocorus bipustulatus) är en skalbaggsart som först beskrevs av Carl von Linné 1758.  Chilocorus bipustulatus ingår i släktet Chilocorus och familjen nyckelpigor. Arten är reproducerande i Sverige. Inga underarter finns listade i Catalogue of Life.

## Bildgalleri

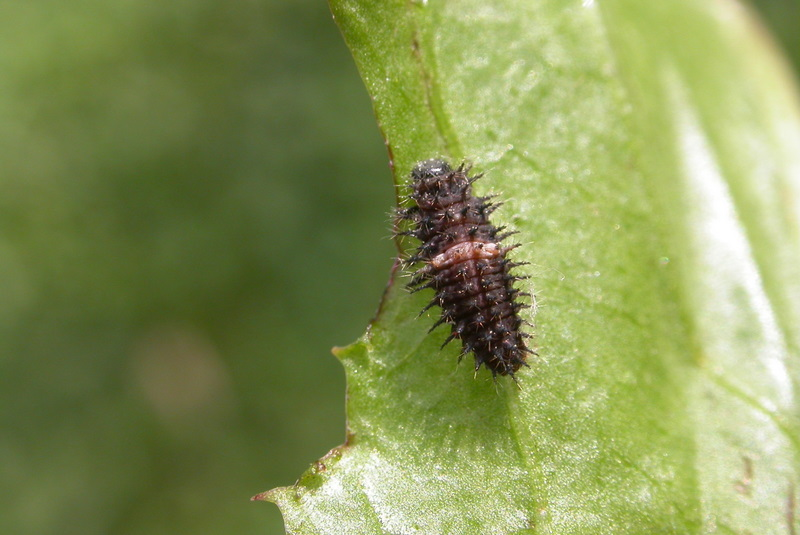
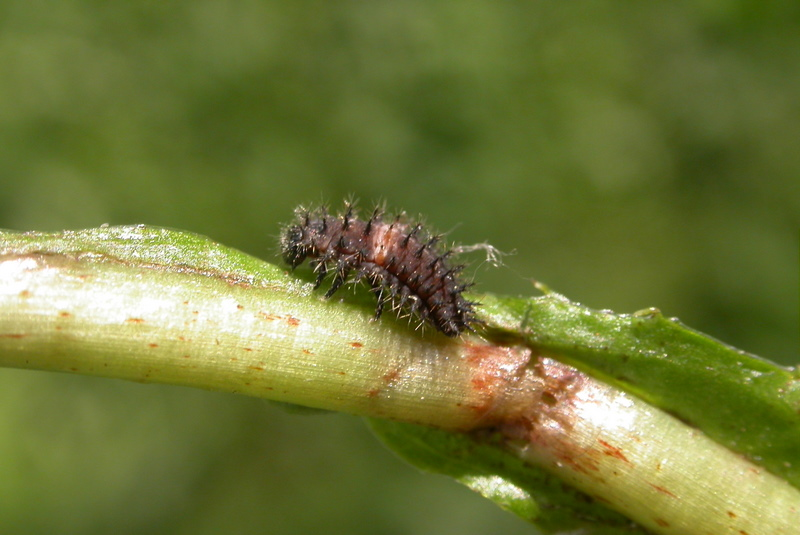
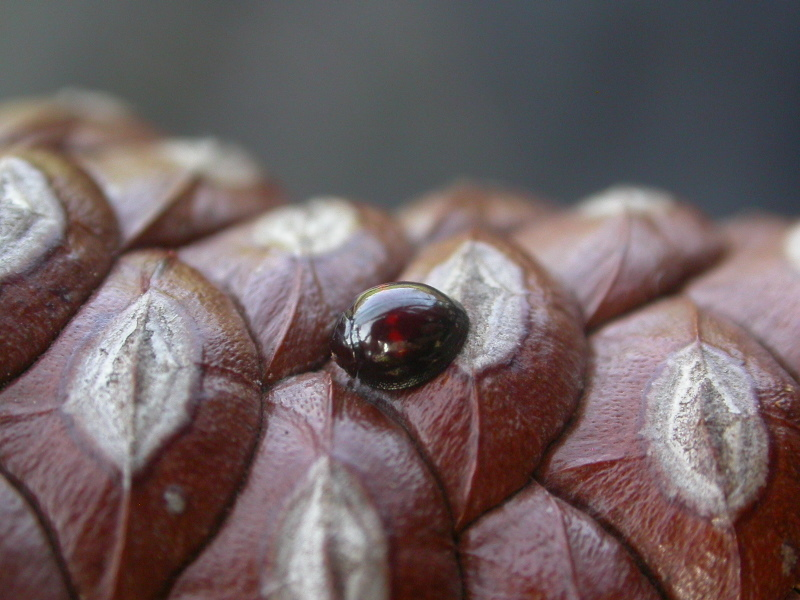
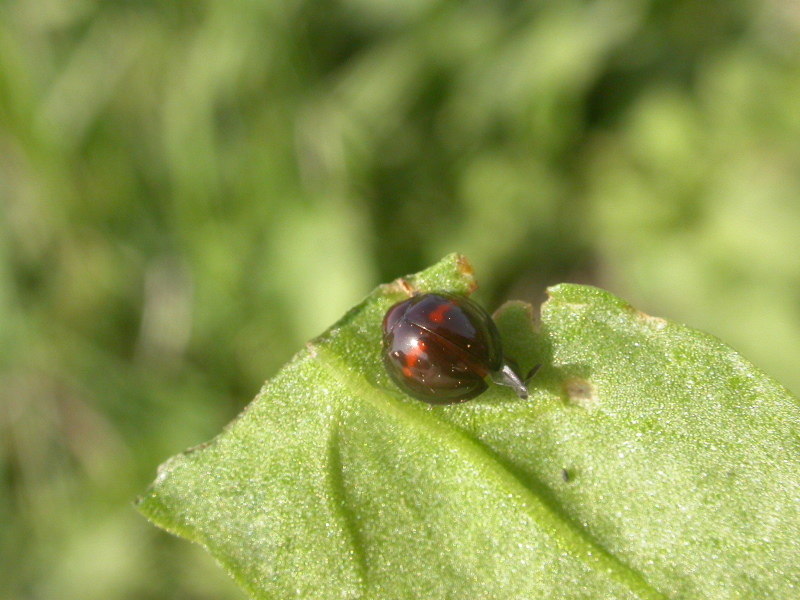
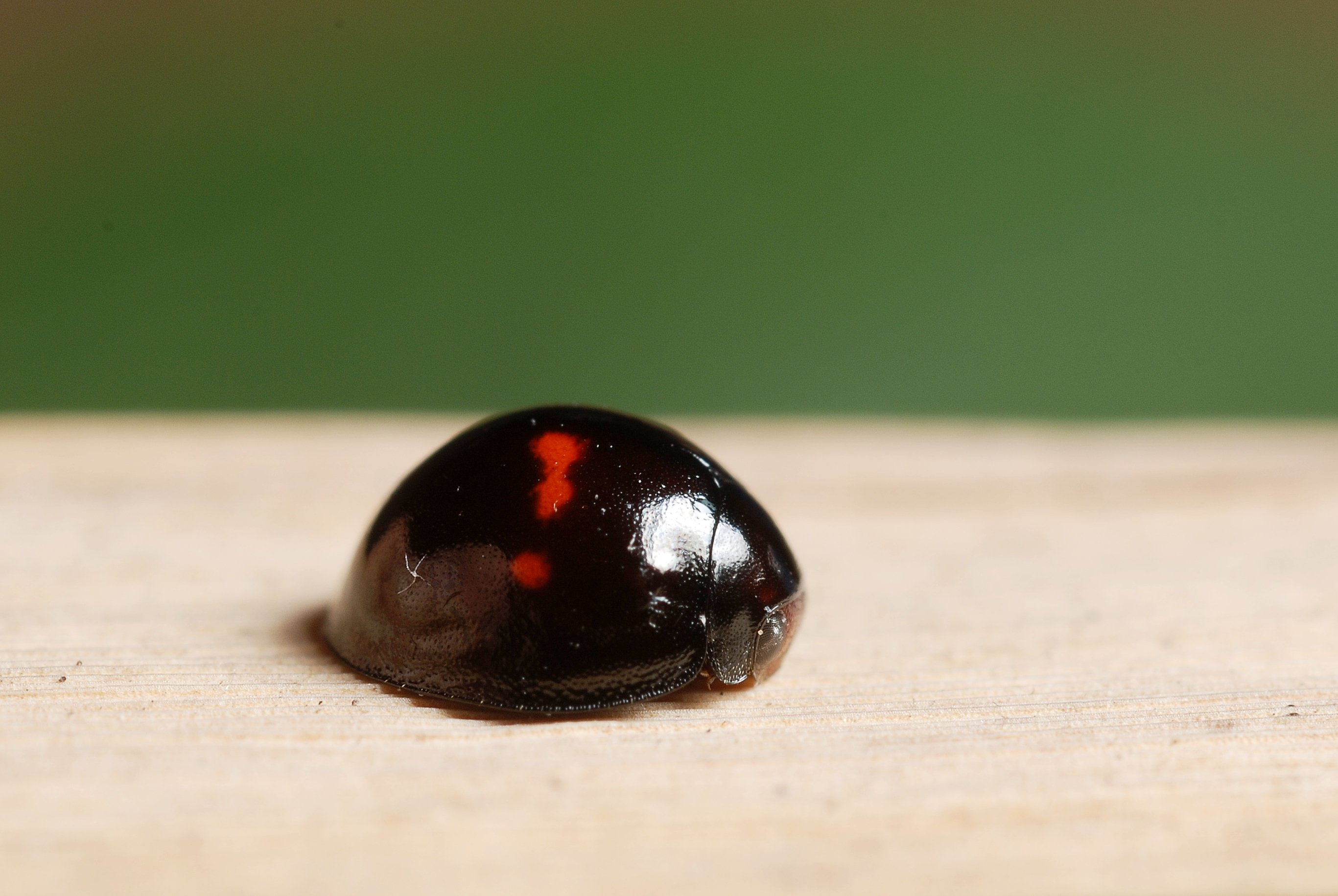
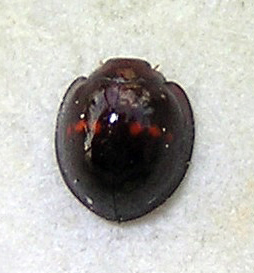